# 비틀즈의 음반 목록
비틀즈는 출신지 영국에서 1962년 ~ 1970년 사이 12장의 정규 음반, 13장의 EP, 22장의 싱글을 발매했다. 밴드의 국제 음반의 경우 복잡한데, 다른 나라에서는 가끔 다른 버전이 나오기도 했기 때문이다. 이 문제는 북미의 캐피틀 레코드가 비틀즈 초기 시절에 자주 저지르던 일이다. 비틀즈의 음반 목록은 비닐 형식으로써 장시간의 LP, 단시간의 EP 및 싱글의 발매로 시작되었다. 해가 흐르면서 카세트, 8트랙, 콤팩트 디스크, MP3 및 24비트 FLAC 형식의 USB 플래시 드라이브으로도 발매되었다. 볼트 아이템 및 리믹스 매시업도 제작되었지만, "핵심 카탈로그"로 여겨지는 1960년 ~ 1970년의 녹음은 217개의 곡으로써 총 10시간에 가까운 분량이다. 여기에 더해 비틀즈가 발표한 다섯 트랙은 이전 발표한 버전과 다른 버전으로써 발표되기도 했는데, 그것은 〈Love Me Do〉, 〈Revolution〉, 〈Get Back〉, 〈Across the Universe〉, 〈Let It Be〉이다. 독일에서는 〈Komm, Gib Mir Deine Hand〉, 〈Sie Liebt Dich〉가 원곡과 다른 버전으로 발표되었다. 〈Yellow Submarine〉, 〈All You Need Is Love〉는 이전 음반에 수록된 바 있지만 《Yellow Submarine》에도 수록되었다.
비틀즈의 거의 대부분의 음반은 모노 및 스테레오로 발매되었다. 모노 음반을 듣는 사람이 많았던 당시, 비틀즈와 그들의 통상 프로듀서 조지 마틴은 처음에 녹음에 있어 모노 믹싱을 하는 데 더 많은 시간과 주의를 기울였다. 비틀즈는 처음의 네 가지 음반에서는 모노 믹스를 제작하는 데만 관여했다. 스테레오 믹스는 그들의 관심 권외에 있었다. 1960년 말부터는 스테레오 음반을 듣는 사람이 더 흔해지면서, 마지막 두 음반 《Abbey Road》와 《Let It Be》는 스테레오 한정 믹싱 및 발매되었다. 1968년부터 영미에서는 싱글 〈Hey Jude〉와 음반 《The Beatles》으로 시작해, 비틀즈 소유의 애플 레이블로부터 새 음반이 발매되었다. 팔로폰과 캐피틀의 카탈로그 넘버는 계약상 이유로 계속 사용되었다.
비틀즈의 영국 음반 목록에서 CD가 출연한 시점은 1987년 ~ 1988년이다. 처음의 네 가지 음반은 모노 한정 발매되었고, 다른 음반은 스테레오 한정 발매되었다. 하지만 해당 형식의 초기 시절에 조지 마틴은 당대 최고의 기기를 활용해 디스크로 디지털 음원을 전환했지만, 21세기 기술의 표준을 충족하기는 역부족이었다. 그런 이유로 2005년부터 4년의 기간을 들여 원본 녹음을 최신 기술로 리마스터링을 진행, 2009년 9월 9일 애플과 EMI는 이 버전의 비틀즈 카탈로그를 CD 형식의 모노 및 스테레오 사양으로 발매했다.
비틀즈의 음반이 처음 CD로 발매됐을 적부터, 비틀즈의 핵심 카탈로그는 세계적으로 통합을 이루었으며, 이는 1963년에서 1970년 발매된 영국 정규 음반, 1967년 미국 LP 《Magical Mystery Tour》, 컴필레이션 《Past Masters》를 포함하고 있다. 후자의 두 음반은 영국 음반에는 존재하지 않은 1962년 ~ 1970년 사이의 음원을 담고 있다.

## 음반

### 정규 음반
| Primary album | "핵심 카탈로그"에 포함되는 정규 음반을 의미한다. |

| 제목                                                                               | 발매일                                                         | 최고 차트 순위 | 최고 차트 순위 | 최고 차트 순위 | 최고 차트 순위 | 최고 차트 순위 | 최고 차트 순위 | 최고 차트 순위 | 판매량 |
| 제목                                                                               | 발매일                                                         | UK             | AUS            | CAN            | FRA            | GER            | NOR            | US             | 판매량 |
| ---------------------------------------------------------------------------------- | -------------------------------------------------------------- | -------------- | -------------- | -------------- | -------------- | -------------- | -------------- | -------------- | --- |
| 《Please Please Me》                                                               | - 발매일: 1963년 3월 22일 - 레이블: 팔로폰 (UK)                | 1              | —              | —              | 5              | 5              | —              | —              | - BPI: 골드 - ARIA: 골드 - MC: 골드 - RIAA: 플래티넘                                                                        |
| 《With the Beatles》                                                               | - 발매일: 1963년 11월 22일 - 레이블: 팔로폰 (UK), 캐피틀 (CAN) | 1              | —              | —              | 5              | 1              | —              | —              | - BPI: 플래티넘 - ARIA: 골드 - BVMI: 골드 - MC: 골드 - RIAA: 골드                                                           |
| 《Introducing... The Beatles》                                                     | - 발매일: 1964년 1월 10일 - 레이블: 비-제이 (US)               | —              | —              | —              | —              | —              | —              | 2              | - RIAA: 플래티넘 |
| 《Meet the Beatles!》                                                              | - 발매일: 1964년 1월 20일 - 레이블: 캐피틀 (US)                | —              | —              | —              | —              | —              | —              | 1              | - MC: 플래티넘 - RIAA: 5× 플래티넘                                                                                          |
| 《Twist and Shout》                                                                | - 발매일: 1964년 2월 3일 - 레이블: 캐피틀 (CAN)                | —              | —              | —              | —              | —              | —              | —              | - MC: 3× 플래티넘 |
| 《The Beatles' Second Album》                                                      | - 발매일: 1964년 4월 10일 - 레이블: 캐피틀 (US)                | —              | —              | —              | —              | 50             | —              | 1              | - MC: 플래티넘 - RIAA: 2× 플래티넘                                                                                          |
| 《The Beatles' Long Tall Sally》                                                   | - 발매일: 1964년 5월 11일 - 레이블: 캐피틀 (CAN)               | —              | —              | —              | —              | —              | —              | —              | - MC: 골드 |
| 《A Hard Day's Night》                                                             | - 발매일: 1964년 6월 26일 - 레이블: 유나이티드 아티스트 (US)   | —              | —              | —              | 5              | —              | —              | 1              | - MC: 플래티넘 - RIAA: 4× 플래티넘                                                                                          |
| 《A Hard Day's Night》                                                             | - 발매일: 1964년 7월 10일 - 레이블: 팔로폰 (UK)                | 1              | 1              | —              | —              | 1              | —              | —              | - BPI: 골드 - ARIA: 골드 |
| 《Something New》                                                                  | - 발매일: 1964년 7월 20일 - 레이블: 캐피틀 (US)                | —              | —              | —              | —              | 38             | —              | 2              | - MC: 골드 - RIAA: 2× 플래티넘                                                                                              |
| 《Beatles for Sale》                                                               | - 발매일: 1964년 12월 4일 - 레이블: 팔로폰 (UK)                | 1              | 1              | —              | —              | 1              | —              | —              | - BPI: 골드 - ARIA: 골드 - MC: 골드 - RIAA: 플래티넘                                                                        |
| 《Beatles '65》                                                                    | - 발매일: 1964년 12월 15일 - 레이블: 캐피틀 (US)               | —              | —              | —              | 80             | 9              | —              | 1              | - MC: 플래티넘 - RIAA: 3× 플래티넘                                                                                          |
| 《Beatles VI》                                                                     | - 발매일: 1965년 6월 14일 - 레이블: 팔로폰 (NZ), 캐피틀 (US)   | —              | —              | —              | —              | 15             | —              | 1              | - MC: 골드 - RIAA: 플래티넘                                                                                                 |
| 《Help!》                                                                          | - 발매일: 1965년 8월 6일 - 레이블: 팔로폰 (UK)                 | 1              | 1              | —              | 5              | 1              | —              | —              | - BPI: 플래티넘 - ARIA: 골드                                                                                                |
| 《Help!》                                                                          | - 발매일: 1965년 8월 13일 - 레이블: 캐피틀 (US)                | —              | —              | —              | —              | —              | —              | 1              | - MC: 2× 플래티넘 - RIAA: 3× 플래티넘                                                                                       |
| 《Rubber Soul》                                                                    | - 발매일: 1965년 12월 3일 - 레이블: 팔로폰 (UK)                | 1              | 1              | —              | 5              | 1              | —              | —              | - BPI: 플래티넘 - ARIA: 플래티넘 - BVMI: 골드                                                                               |
| 《Rubber Soul》                                                                    | - 발매일: 1965년 12월 6일 - 레이블: 캐피틀 (US)                | —              | —              | —              | —              | —              | —              | 1              | - MC: 2× 플래티넘 - RIAA: 6× 플래티넘                                                                                       |
| 《Yesterday and Today》                                                            | - 발매일: 1966년 6월 20일 - 레이블: 캐피틀 (US)                | —              | —              | —              | —              | 13             | —              | 1              | - MC: 플래티넘 - RIAA: 2× 플래티넘                                                                                          |
| 《Revolver》                                                                       | - 발매일: 1966년 8월 5일 - 레이블: 팔로폰 (UK)                 | 1              | 1              | —              | 5              | 1              | 14             | —              | - BPI: 2× 플래티넘 - ARIA: 플래티넘                                                                                         |
| 《Revolver》                                                                       | - 발매일: 1966년 8월 8일 - 레이블: 캐피틀 (US)                 | —              | —              | —              | —              | —              | —              | 1              | - MC: 2× 플래티넘 - RIAA: 5× 플래티넘                                                                                       |
| 《Sgt. Pepper's Lonely Hearts Club Band》                                          | - 발매일: 1967년 5월 26일 - 레이블: 팔로폰 (UK), 캐피틀 (US)   | 1              | 1              | 7              | 4              | 1              | 1              | 1              | - BPI: 17× 플래티넘 - ARIA: 4× 플래티넘 - BVMI: 플래티넘 - MC: 8× 플래티넘 - RIAA: 다이아몬드 (11× 플래티넘) - SNEP: 골드   |
| 《Magical Mystery Tour》                                                           | - 발매일: 1967년 11월 27일 - 레이블: 팔로폰 (UK), 캐피틀 (US)  | 31             | 48             | —              | 2              | 8              | 13             | 1              | - BPI: 플래티넘 - ARIA: 플래티넘 - MC: 4× 플래티넘 - RIAA: 6× 플래티넘                                                      |
| The Beatles ("The White Album")                                                    | - 발매일: 1968년 11월 22일 - 레이블: 애플                      | 1              | 1              | 1              | 1              | 1              | 1              | 1              | - BPI: 플래티넘 - ARIA: 2× 플래티넘 - MC: 8× 플래티넘 - RIAA: 다이아몬드 (19× 플래티넘) - SNEP: 골드                        |
| 《Yellow Submarine》                                                               | - 발매일: 1969년 1월 17일 - 레이블: 애플 (UK), 캐피틀 (US)     | 3              | 4              | 1              | 4              | 5              | 1              | 2              | - BPI: 골드 - MC: 골드 - RIAA: 플래티넘                                                                                     |
| 《Abbey Road》                                                                     | - 발매일: 1969년 9월 26일 - 레이블: 애플                       | 1              | 1              | 1              | 1              | 1              | 1              | 1              | - BPI: 2× 플래티넘 - ARIA: 3× 플래티넘 - BVMI: 플래티넘 - MC: 다이아몬드 - RIAA: 다이아몬드 (12× 플래티넘) - SNEP: 플래티넘 |
| 《Let It Be》                                                                      | - 발매일: 1970년 5월 8일 - 레이블: 애플                        | 1              | 1              | 1              | 5              | 4              | 1              | 1              | - BPI: 골드 - ARIA: 플래티넘 - MC: 3× 플래티넘 - RIAA: 4× 플래티넘 - SNEP: 골드                                             |
| "—" 표시는 해당 국가에서 음반이 차트 진입에 실패했거나 발매되지 않았음을 의미한다. |                                                                |                |                |                |                |                |                |                | |

주
1. ↑  본 틀은 각국에서 발매된 정규 음반을 망라한다.
2. ↑  With the Beatles was released in Canada as Beatlemania! With the Beatles.
3. 1 2 3 4  The original US release featured a different track listing to the UK release. The core catalogue uses the UK version.
4. 1 2 3  The album also contains songs by George Martin and His Orchestra.
5. ↑  Magical Mystery Tour originally peaked at number 31 in the United Kingdom as an import of the United States issue. 팔로폰 officially issued the album in the UK on 19 November 1976. It did not chart in Australia until October 1974.